# ميزون ألفور - الملعب (مترو باريس)
ميزون ألفور - الملعب (بالفرنسية: Maisons-Alfort – Stade)‏ هي محطة مترو تابعة لمترو باريس تقع في فرنسا في ميزون ألفور.[بحاجة لمصدر]